# Ileana Pagani
Ileana Pagani (Treviso, 6 marzo 1952) è una storiografa italiana studiosa di Letteratura latina medievale.

## Biografia
Si è laureata a Roma con Gustavo Vinay. Professore ordinario dal 1990, ha insegnato alle Università di Salerno, di Firenze e, dal 2002, ancora a Salerno, dove è stata Rettore vicario e, fino al 2013, Preside della Facoltà di Lingue e Letterature straniere.
Si è occupata di diversi aspetti della cultura medievale: i commenti a Orazio e il teatro, le opere latine di Dante Alighieri, la storiografia tedesca dell'XI secolo, la critica letteraria, l'Epistolario di Abelardo ed Eloisa, i Planctus di Abelardo, i Gesta Karoli di Notker Balbulus.

## Pubblicazioni
- La teoria linguistica di Dante, Napoli, Liguori, 1982.
- Adamo di Brema, Storia degli arcivescovi della chiesa di Amburgo, Introduzione, traduzione con testo latino a fronte, commento, Torino, UTET, 1996.ISBN 88-02-05009-0
- Abelardo ed Eloisa, Epistolario,  Introduzione, traduzione con testo latino a fronte, commento, Torino, UTET, 2004, paperback 2008.